# Amblyraja frerichsi
Amblyraja frerichsi е вид хрущялна риба от семейство Морски лисици (Rajidae).

## Разпространение и местообитание
Видът е разпространен в Аржентина, Уругвай и Чили.
Среща се на дълбочина около 1000 m.